# حسين أباد (كوير آران)
حسین أباد (بالفارسية: حسین‌آباد) هي قرية تقع في إيران في Kavir Rural District. يقدر عدد سكانها بـ 1,686 نسمة .